# 上浦村
上浦村（うわうらむら）は、大分県北海部郡にあった村。現在の臼杵市中心部の東方、臼杵湾の南岸にあたる。

## 地理
- 海洋：臼杵湾
- 島嶼：津久見島

## 歴史
- 1889年（明治22年）4月1日 - 町村制の施行により、板知屋村・大泊村・風成村・深江村の区域をもって発足。
- 1907年（明治40年）7月1日 - 臼杵町・下南津留村・市浜村と合併し、改めて臼杵町が発足。同日上浦村廃止。

## 交通

### 鉄道路線
現在は旧村域を日豊本線が通過するが、当時は未開業。